# Goran Rađenović
Goran Rađenović (serbisch-kyrillisch Горан Рађеновић; * 4. November 1966 in Niš) ist ein ehemaliger montenegrinischer Wasserballspieler.

## Karriere
Rađenović wurde 1966 in Niš geboren und wuchs in Belgrad auf. Er begann seine Karriere in der jugoslawischen Nationalmannschaft bei der Europameisterschaft 1985 im bulgarischen Sofia, wo er mit dem Team den zweiten Platz belegte und die Silbermedaille gewann. Dasselbe Ergebnis erzielte er auch bei der EM 1987 in Straßburg. Bei der Sommer-Universiade im selben Jahr sicherte er sich die Bronzemedaille. Seine erste Goldmedaille errang er 1988 bei den Olympischen Spielen in Seoul.
In den folgenden Jahren zwischen 1989 und 1991 gewann er vier weitere Medaillen auf internationaler Ebene. Bei der Europameisterschaft 1989 in Bonn und den Mittelmeerspielen 1991 in Athen erreichte er jeweils den zweiten Platz und sicherte sich Silber. Ebenfalls 1991 in Athen wurde er bei der Europameisterschaft Europameister und gewann im selben Jahr im australischen Perth bei der Weltmeisterschaft die Goldmedaille. Insgesamt absolvierte Rađenović 265 Länderspiele für die jugoslawische Wasserballnationalmannschaft.
Auf nationaler Ebene spielte er zwischen 1982 und 1992 für Partizan Belgrad. Mit diesem Verein gewann er die jugoslawische Meisterschaft 1984, 1987 und 1988 sowie sieben Pokalsiege in den Jahren 1982 bis 1992. Im Jahr 1991 sicherte er sich zudem internationale Titel – zunächst den Europapokal der Pokalsieger und anschließend den Europäischen Supercup.
Zwischen 1992 und 1996 spielte er für Racing Roma. Dort gewann er 1994 die LEN-Trophy und 1996 zum zweiten Mal den Europapokal der Pokalsieger. Sein letztes aktives Jahr verbrachte er beim VK Budva in Budva. Mit diesem Verein hatte er bereits 1994 bei einem kurzen Aufenthalt erneut die jugoslawische Meisterschaft gewonnen.
Nach dem Ende seiner Spielerkarriere im Jahr 1997 übernahm er zunächst den VK Budva als Trainer. Es folgten weitere Trainerstationen beim VK Bečej sowie bei den Vereinen Sportiva Nervi und Pro Recco. Zusätzlich war er auch bei Vereinen aus den Städten Anzio und Camogli tätig. Er führte den VK Bečej zu zwei jugoslawischen Meisterschaften und zwei Pokalsiegen.